# 東旭川駅
東旭川駅（ひがしあさひかわえき）は、北海道旭川市東旭川北3条5丁目にある北海道旅客鉄道（JR北海道）石北本線の駅である。事務管理コードは▲122501。駅番号はA32。

## 歴史

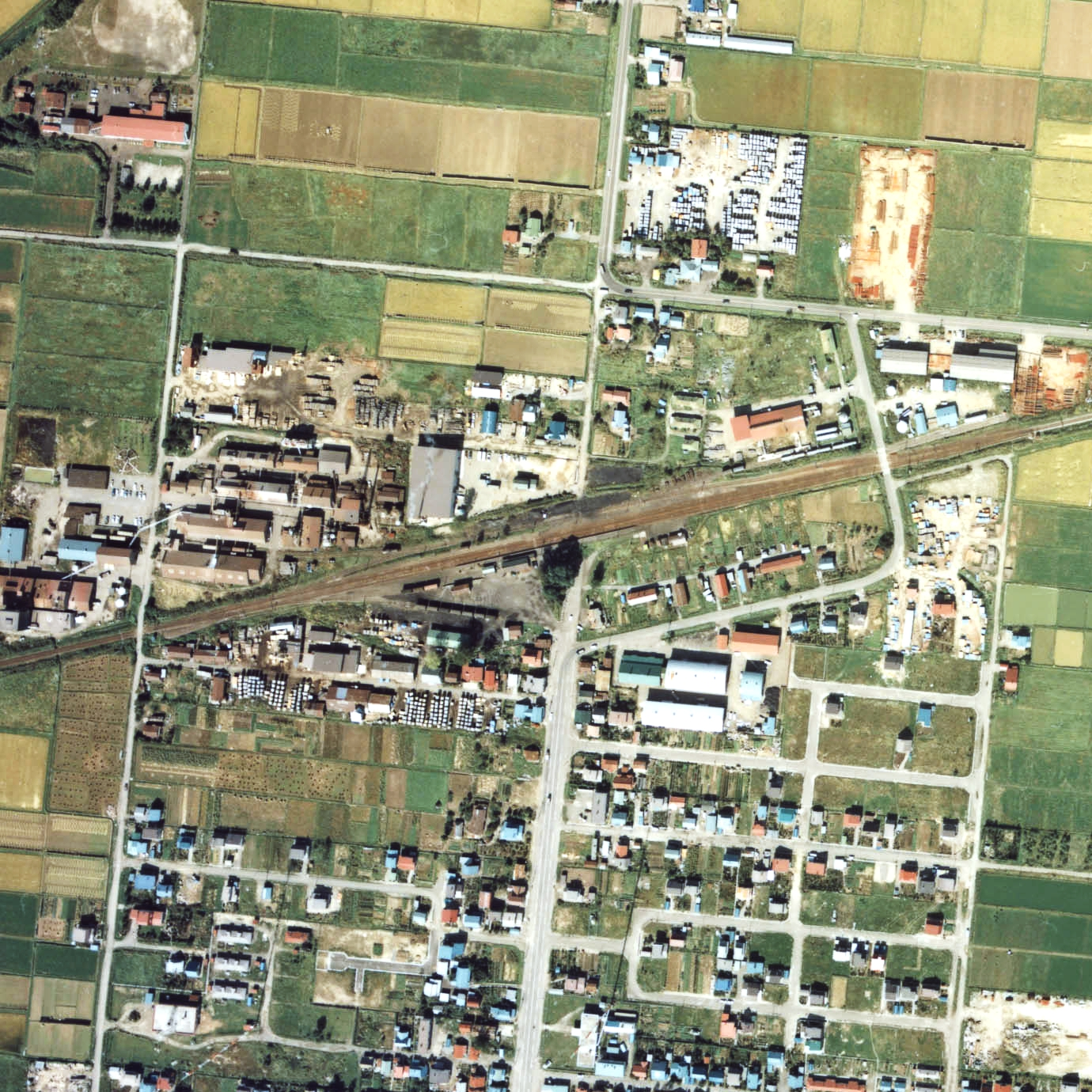
1977年の東旭川駅と周囲750m範囲。右が上川方面。少しずれた形の相対式ホーム2面2線と駅裏側に貨物積卸線が敷かれ、駅横旭川側の貨物ホームとそのヤードを三角に切り込む様に引込み線が引かれている。駅裏貨物線からは旭川側は旭油脂の工場構内の建家間に、また上川側は赤屋根のガス会社の敷地前と踏切の先のガス会社の敷地前にそれぞれ引込み線が引かれている。貨物取扱廃止後にこれらの貨物線は全て撤去されて、現在では駅横の貨物ホームがあった側に、角度を少し変えて引直された保線用待避線があるのみである。また、ホームは完全にずれた千鳥型ホームとなり、相対側ホーム上にあった待合室も撤去された。

- 1922年（大正11年）11月4日：鉄道省石北線新旭川駅 - 愛別駅間開業にともない開業（一般駅）[3]。当初の読みは「ひがしあさひがわ[3]」。
- 1927年（昭和2年）10月10日：所属路線名が石北西線に改称[4]。
- 1932年（昭和7年）10月1日：新旭川駅 - 野付牛駅間を石北線と線名改称[4]。
- 1949年（昭和24年）6月1日：公共企業体である日本国有鉄道に移管。
- 1954年（昭和29年）8月12日：昭和天皇、香淳皇后が旭川市に行幸啓。東旭川駅発 - 北見駅着のお召し列車が運転[5]。
- 1961年（昭和36年）4月1日：所属路線が石北本線に改称[4]。
- 1980年（昭和55年）10月1日：当駅から宗谷本線の北旭川駅に至る貨物支線が開通[4]。
- 1982年（昭和57年）11月15日：専用線を除く貨物取扱いを廃止[6]。
- 1984年（昭和59年）
  - 2月1日：貨物・荷物の取扱い廃止[1]。
  - 11月10日：CTC導入・第2次合理化に伴い、簡易委託化[7]。
- 1986年（昭和61年）11月1日：貨物支線休止[4]。
- 時期不詳：簡易委託廃止。完全無人化。
- 1987年（昭和62年）4月1日：国鉄分割民営化によりJR北海道が継承[4]。貨物支線廃止[4]。
- 1988年（昭和63年）
  - 3月13日：駅名の読みを「ひがしあさひかわ」に変更[1]。旭川駅・新旭川駅と同時の変更。
  - 11月3日：この日までに当駅の地上設備の改良工事が行なわれ、優等列車の到達時分の短縮に寄与した[8]。
- 2019年（平成31年）3月16日：ダイヤ改正に伴い、削減された普通列車の代替として特別快速「きたみ」（現在の快速「きたみ」）が下り列車のみ停車を開始[JR北 1][9]。

## 駅構造
互い違いに配置された、2面2線の千鳥式ホームをもつ地上駅。駅舎反対側2番線が一線スルーとなっている。跨線橋はなく、2つのホームは構内踏切で連絡する。
旭川駅管理の無人駅である。簡易駅舎を有する。自動券売機は設置されていない。

### のりば
| 番線 | 路線      | 方向 | 行先           |
| ---- | --------- | ---- | -------------- |
| 1    | ■石北本線 | 上り | 旭川方面       |
| 1    | ■石北本線 | 下り | 上川・北見方面 |
| 2    | ■石北本線 | 下り | 上川・北見方面 |

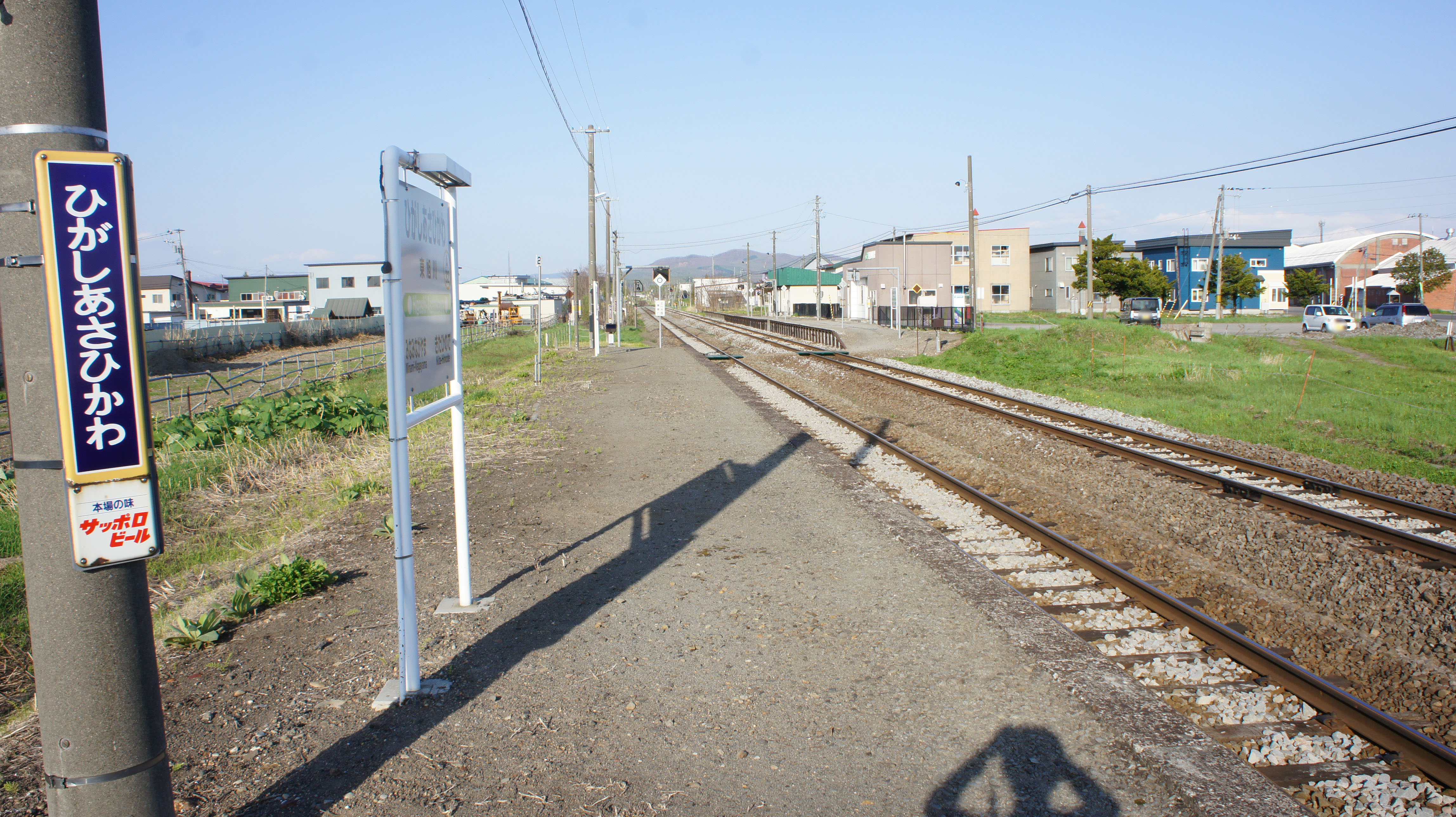
ホーム（2018年5月）
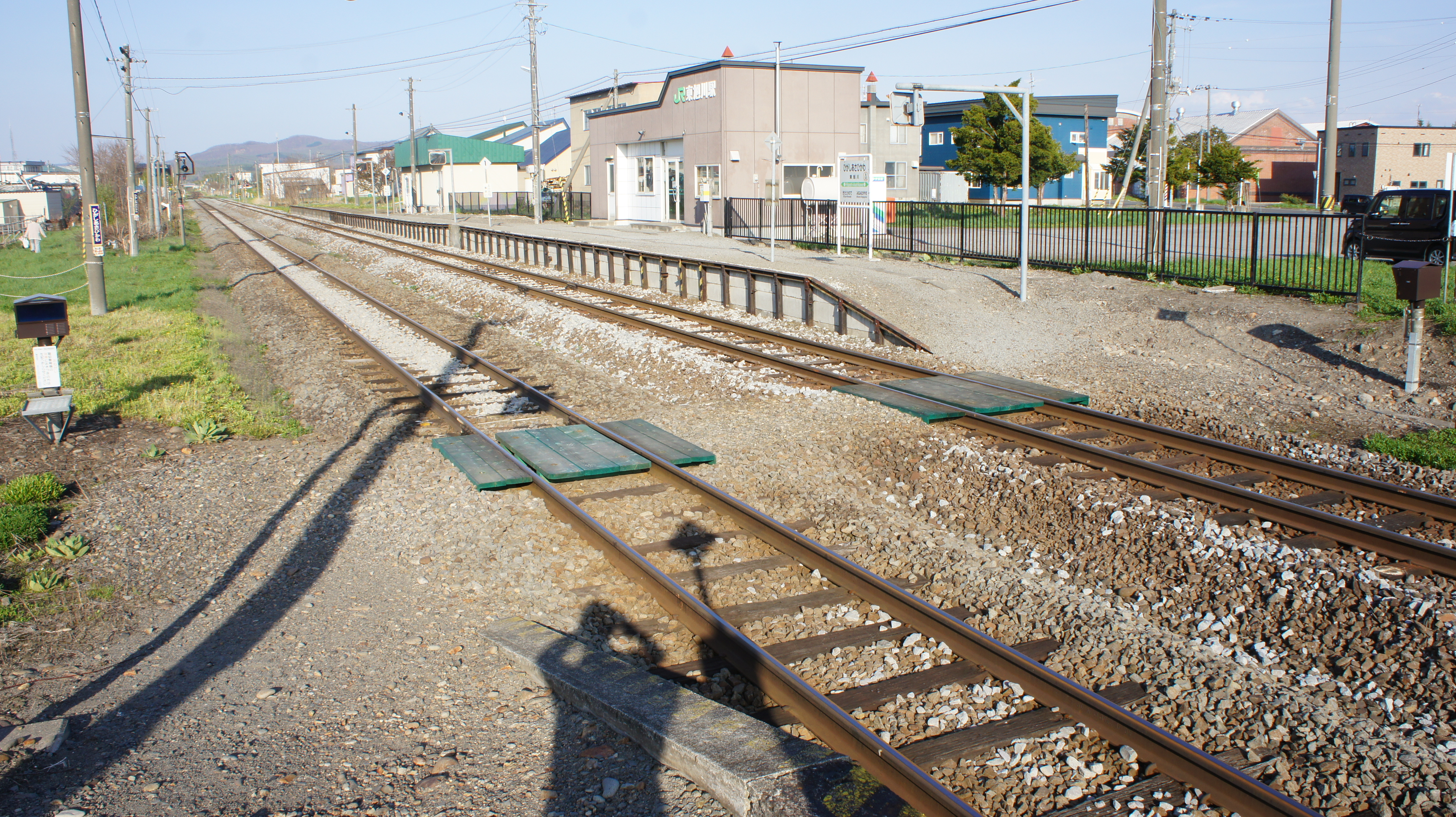
構内踏切（2018年5月）
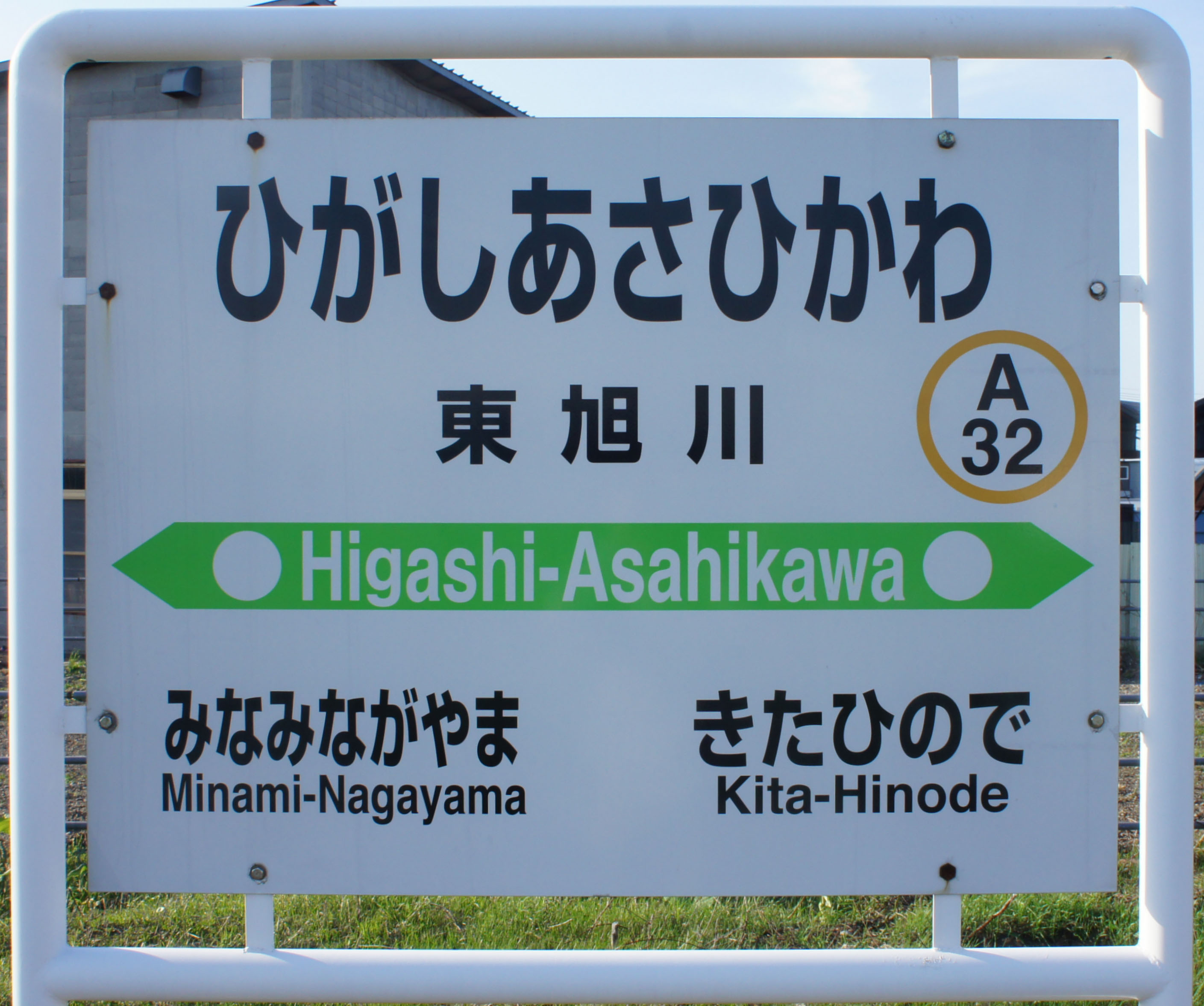
駅名標（2018年5月）

## 利用状況
乗車人員の推移は以下のとおり。年間の値のみ判明している年については、当該年度の日数で除した値を括弧書きで1日平均欄に示す。乗降人員のみが判明している場合は、1/2した値を括弧書きで記した。
また、「JR調査」については、当該の年度を最終年とする過去5年間の各調査日における平均である。
| 年度               | 乗車人員 | 乗車人員 | 乗車人員 | 出典       | 備考 |
| 年度               | 年間     | 1日平均  | JR調査   | 出典       | 備考 |
| ------------------ | -------- | -------- | -------- | ---------- | ---- |
| 1978年（昭和53年） |          | 375      |          | [ 10 ]     |      |
| 2016年（平成28年） |          |          | 70.4     | [ JR北 2 ] |      |
| 2017年（平成29年） |          |          | 66.6     | [ JR北 3 ] |      |
| 2018年（平成30年） |          |          | 62.2     | [ JR北 4 ] |      |
| 2019年（令和元年） |          |          | 59.6     | [ JR北 5 ] |      |
| 2020年（令和02年） |          |          | 56.0     | [ JR北 6 ] |      |
| 2021年（令和03年） |          |          | 51.0     | [ JR北 7 ] |      |
| 2022年（令和04年） |          |          | 48.4     | [ JR北 8 ] |      |
| 2023年（令和05年） |          |          | 50.0     | [ JR北 9 ] |      |

## 駅周辺
- 札幌テレビ放送（STV）旭川放送局（AMラジオ送信所・放送局事務所併設）
- 東旭川病院
- 旭川市消防本部南消防署東旭川出張所
- 旭川市役所東旭川支所
- 東旭川郵便局
- 旭川兵村記念館
- 旭川神社
- 東旭川農業協同組合（JA東旭川）
- 旭川信用金庫東旭川支店
- 旭川厚生看護専門学校
- 龍乃湯温泉（2024年3月31日でいったん閉館[11]、同年10月10日に再開[12]）
- 旭川圭泉会病院

## バス路線
駅前に旭川電気軌道「東旭川駅前」停留所がある。
- 73系統 東旭川・南高校線が発着する（通学時間帯の運行であり本数は少ない）[13]。

かつて、当駅へ特急列車・特別快速列車が臨時停車した際（後述）は、当駅から旭山動物園行きの無料シャトルバスが運行された。

## その他
かつて、旭山動物園への観客を輸送する目的で、特急列車、特別快速列車が当駅に臨時停車したことがある。2004年（平成16年）5月1日 - 5月5日の間、特急オホーツク3号・5号が臨時停車していた。また2004年（平成16年）のゴールデンウィーク期間は特別快速きたみ（上下各1本）が臨時停車していた。

## 隣の駅
北海道旅客鉄道（JR北海道）

■石北本線
□特別快速「大雪」・□快速「きたみ」（上り）
通過
□快速「きたみ」（下り）・■普通
南永山駅 (A31) - 東旭川駅 (A32) - *北日ノ出駅 (A33) - 桜岡駅 (A34)
*打消線は廃駅

### かつて存在した路線
日本国有鉄道
石北本線（貨物支線）
東旭川駅 - （貨）北旭川駅

### JR北海道
1. ↑  “2019年3月ダイヤ改正について (PDF) ”.   北海道旅客鉄道 (2018年12月14日). 2018年12月14日時点のオリジナルよりアーカイブ。2018年12月16日閲覧。
2. ↑  「石北線（新旭川・網走間）」（PDF）『線区データ（当社単独では維持することが困難な線区）』、北海道旅客鉄道、2017年12月8日。オリジナルの2017年12月9日時点におけるアーカイブ。2017年12月10日閲覧。
3. ↑  「石北線（新旭川・網走間）」（PDF）『線区データ（当社単独では維持することが困難な線区）(地域交通を持続的に維持するために)』、北海道旅客鉄道株式会社、3頁、2018年7月2日。オリジナルの2018年8月19日時点におけるアーカイブ。2018年8月19日閲覧。
4. ↑  “石北線（新旭川・網走間）” (PDF). 線区データ（当社単独では維持することが困難な線区）(地域交通を持続的に維持するために).   北海道旅客鉄道. p. 3 (2019年10月18日). 2019年10月18日時点のオリジナルよりアーカイブ。2019年10月18日閲覧。
5. ↑  “石北線（新旭川・網走間）” (PDF). 地域交通を持続的に維持するために > 輸送密度200人以上2,000人未満の線区（「黄色」8線区）.   北海道旅客鉄道. p. 3・4 (2020年10月30日). 2020年11月2日時点のオリジナルよりアーカイブ。2020年11月2日閲覧。
6. ↑  “駅別乗車人員  特定日調査（平日）に基づく”.   北海道旅客鉄道. 2022年8月3日時点のオリジナルよりアーカイブ。2022年8月14日閲覧。
7. ↑  “駅別乗車人員  特定日調査（平日）に基づく”.   北海道旅客鉄道. 2022年9月3日時点のオリジナルよりアーカイブ。2022年9月3日閲覧。
8. ↑  “駅別乗車人員  特定日調査（平日）に基づく”.   北海道旅客鉄道. 2023年11月10日時点のオリジナルよりアーカイブ。2023年11月10日閲覧。
9. ↑  “駅別乗車人員  特定日調査（平日）に基づく”.   北海道旅客鉄道 (2024年). 2024年9月9日時点のオリジナルよりアーカイブ。2024年9月9日閲覧。